# Francis Magnard
Pour les articles homonymes, voir Magnard.
Francis Magnard, né le 11 février 1837 à Bruxelles et mort le 18 novembre 1894 à Neuilly-sur-Seine, est un journaliste français.

## Biographie
En 1859, il commence à écrire pour Le Gaulois et La Causerie. 
En 1863, il rejoint Le Figaro. Il est vite devenu l'assistant éditorial d'Hippolyte de Villemessant.
Il épouse Émilie Bauduer (1837-1869) ; le couple aura un fils, Albéric en 1865 (ce dernier deviendra compositeur de musique).
En 1868, il est l'un des auteurs de La Revue présenté au théâtre des Menus-Plaisirs.
En plus de son travail au Figaro, il écrit pour le Grand Journal et L’Illustration. Il y signe ses articles de ses initiales, et parfois avec son nom de plume Charles Devitz (Devits est le nom de sa mère), Louis Fyx et A Reader.

En 1869, il publie un roman très anticlérical, La Vie cléricale : L'Abbé Jérôme puis, en 1875, Vie et aventures d'un positiviste, histoire paradoxale.

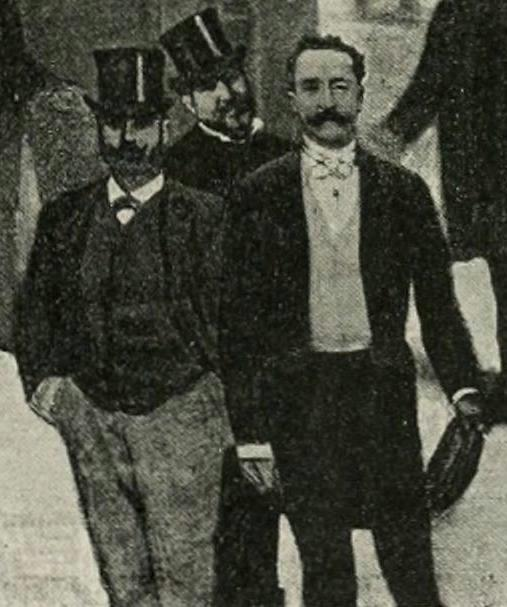
Francis Magnard (au centre), entre Fernand de Rodays et Antonin Périvier, cogérants du Figaro (d'après Castellani, 1889).

En 1876, Francis Magnard devient rédacteur en chef du Figaro  alors que son fondateur M. de Villemessant est encore en vie. À la mort de ce dernier, Francis Magnard devient l'un des trois propriétaires du titre de presse. Sous sa direction, Le Figaro collecte l'équivalent de $800 000 pour des œuvres caritatives. 
Durant cette position, il contribue aussi à la rédaction d'autres journaux, comme Le Temps, Le Journal de Paris, La Revue Française, et Le Vogue Parisien. 
En 1879, il se remarie avec Olympe Broye, alors qu'il est veuf depuis 1869 et le suicide de sa femme .
Albert Besnard exécute son portrait en 1885 (reproduction ci-contre).
Il publie dans Le Figaro en avril 1886 le premier article sur La France Juive d'Édouard Drumont.
Il meurt en novembre 1894, âgé de 57 ans. Goncourt ne le pleure pas, en rapportant dans son Journal, le 20 et 22 novembre, deux ou trois anecdotes négatives.